# Ludwig Mittermaier

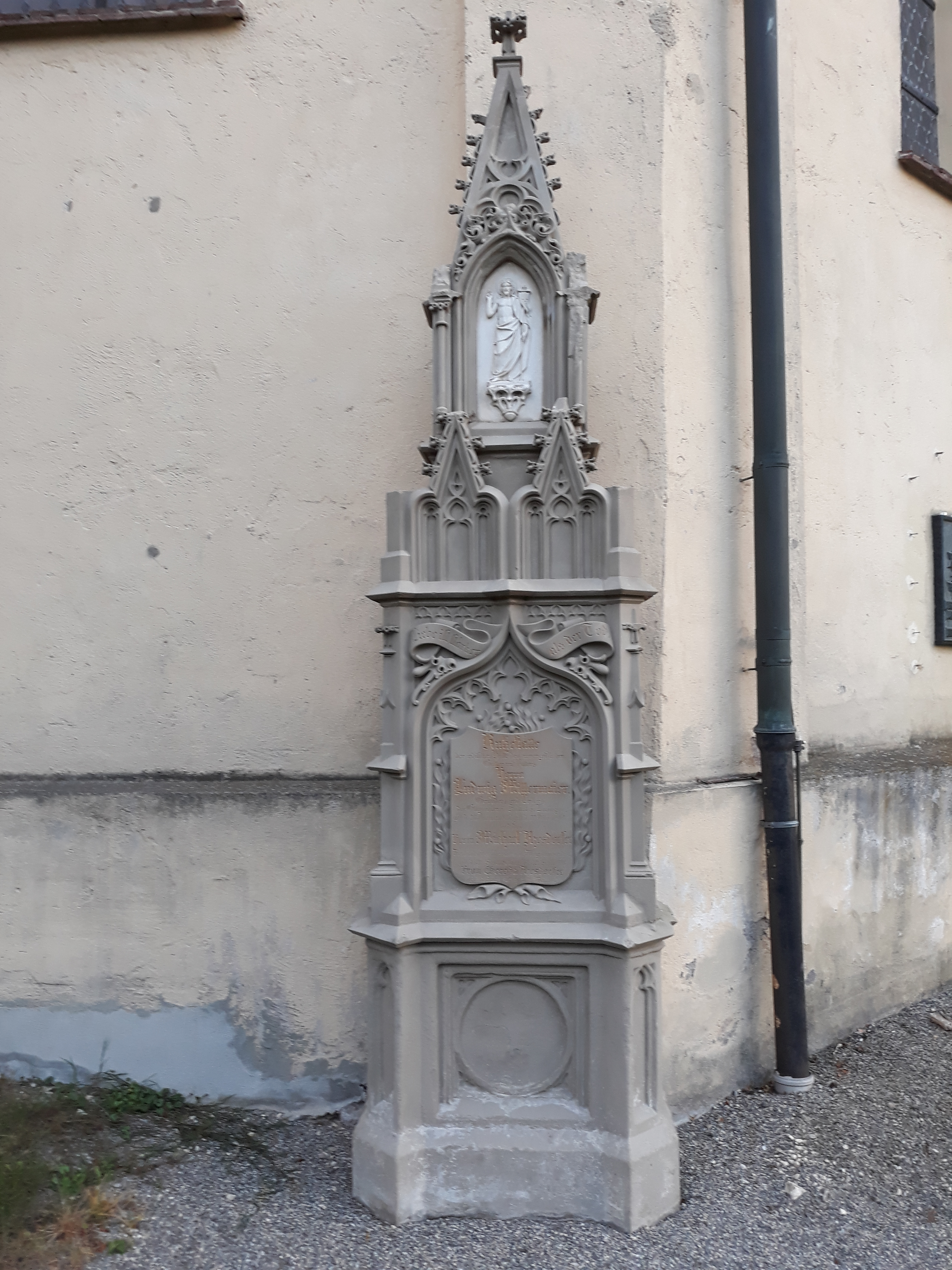
Das Grab von Ludwig Mittermaier auf dem Alten Friedhof Lauingen.

Ludwig Mittermaier (* 24. Januar 1827 in Lauingen; † 22. Februar 1864 ebenda) war ein deutscher Glasmaler und Autor.

## Leben
Er wurde als Sohn eines Dekorationsmalers geboren und besuchte bis zu seinem zwölften Lebensjahr die Volksschule in Lauingen. Danach war er sieben Monate lang Schüler bei der von Johann Geyer geleiteten Kunstschule in Augsburg. Mittermaier musste in Folge des plötzlichen Todes seines Vaters die Kunstschule verlassen, um als Anstreicher seine Mutter und Schwester zu ernähren.
In der Zeit von 1847 bis 1858 verfasste er viele Erzählungen, die meist mehrere Auflagen erreichten. Mittermaier veröffentlichte auch das Sagenbuch der Städte Gundelfingen, Lauingen, Höchstädt und Burgau (1849 und 1851).
Ab etwa 1850 bis zu seinem frühen Tod widmete Mittermaier sich ganz der Glasmalerei, die er als Autodidakt erlernte. Die Kartons für seine Bleiglasfenster entwarf er selbst. Im Zeitraum von 1854 bis 1864 bekam er viele Aufträge, die sich räumlich wie folgt verteilten: in Bayern 60, Württemberg 46, Rheinprovinz und Sigmaringen 5, Baden 5, Österreich 5, Amerika 2.
Nach dem Tod von Ludwig Mittermaier im Jahr 1864 übernahm sein Schwager Bernhard Mittermaier die Leitung der Glasmalerwerkstatt.

## Glasfenster in der Evangelischen Stadtkirche Ravensburg

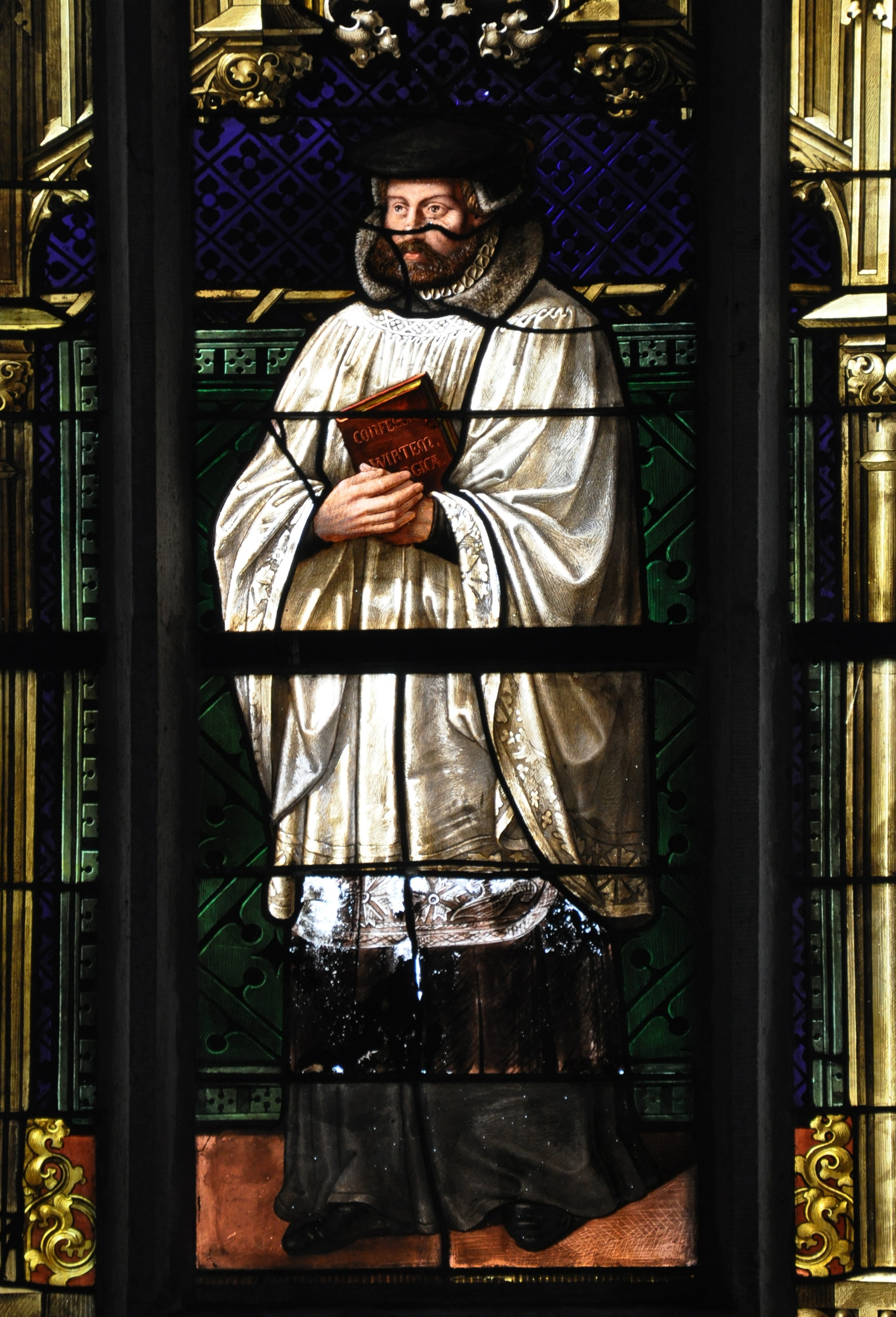
Johannes Brenz
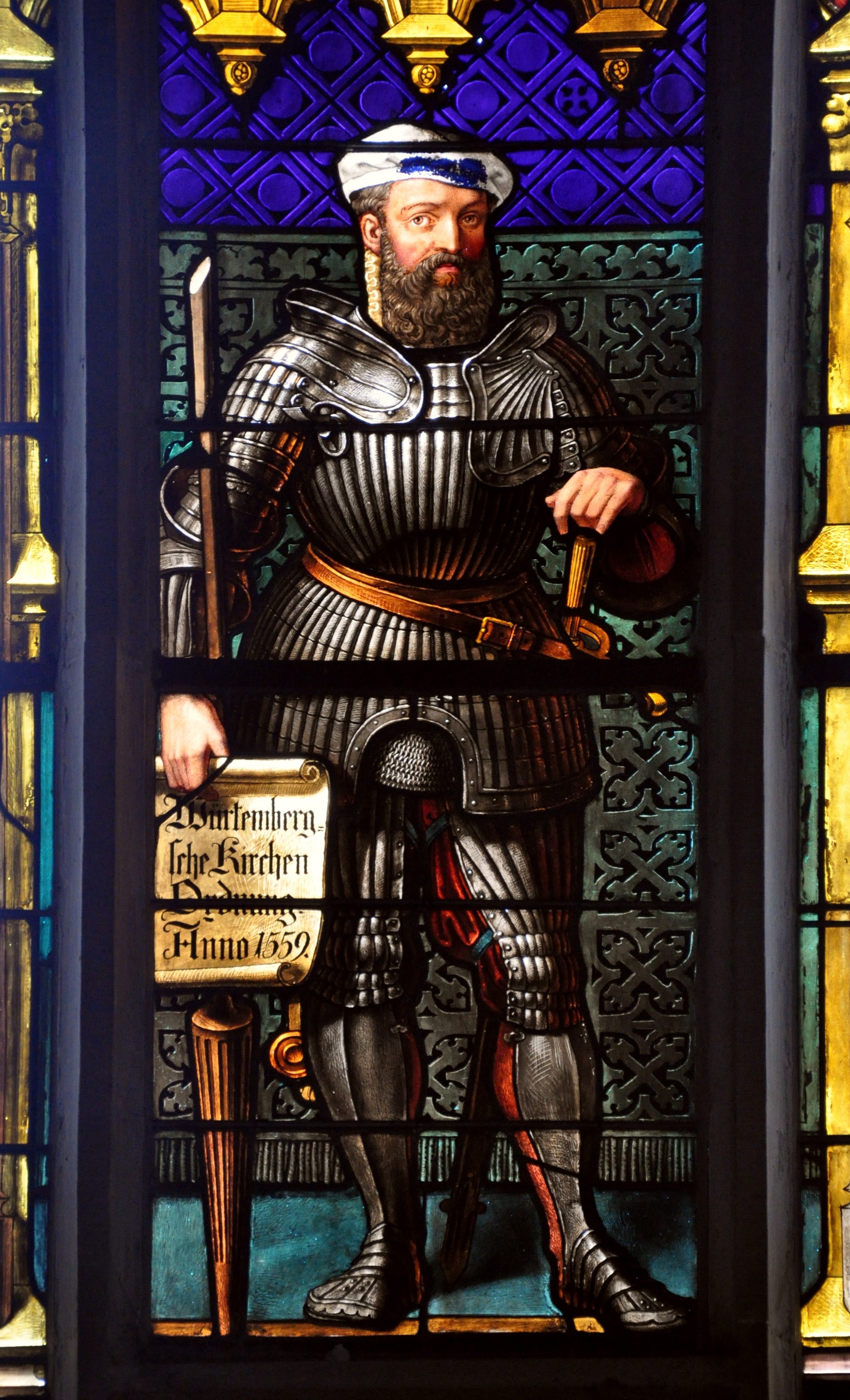
Christoph von Württemberg
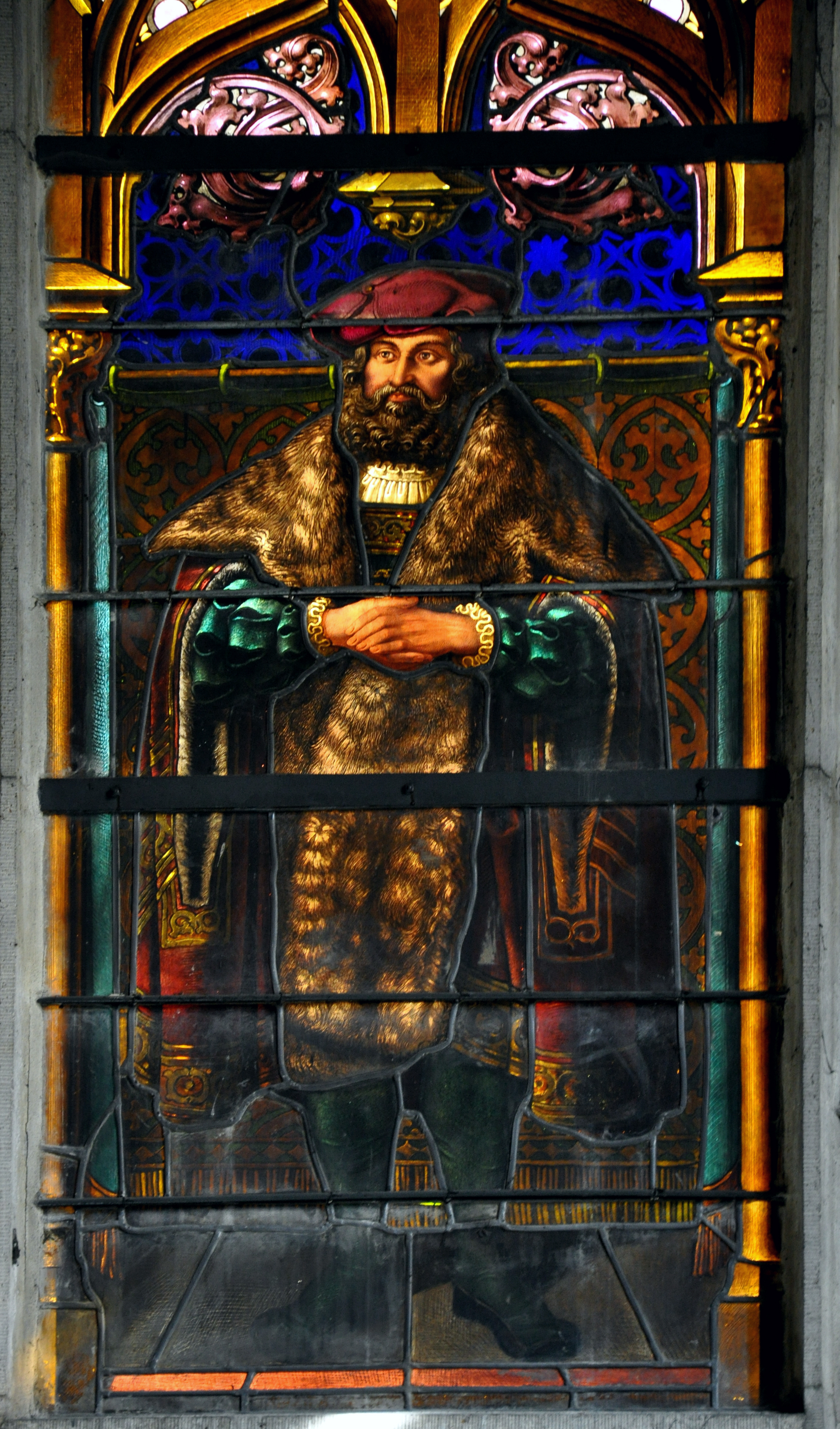
Friedrich der Weise
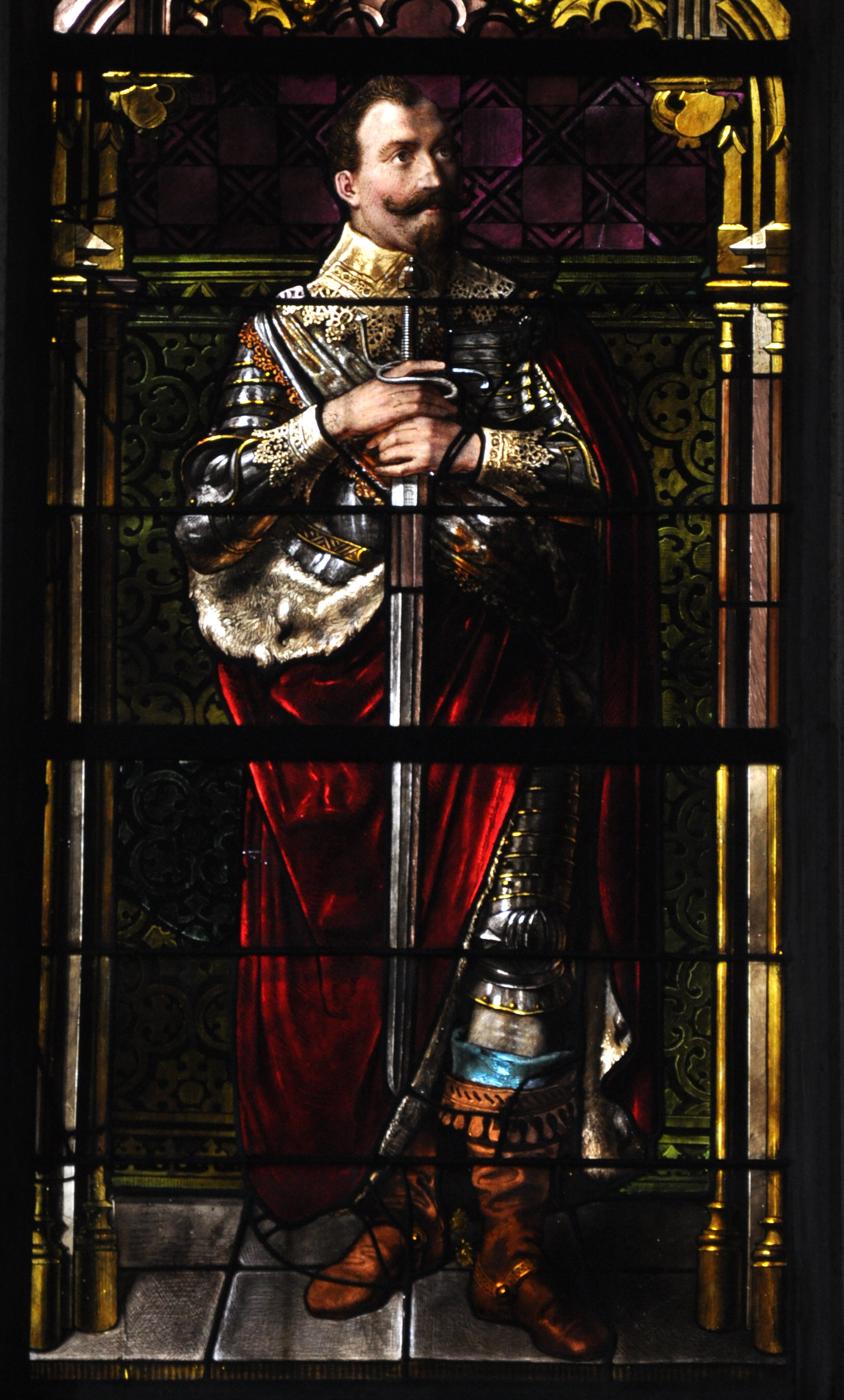
Gustav Adolf
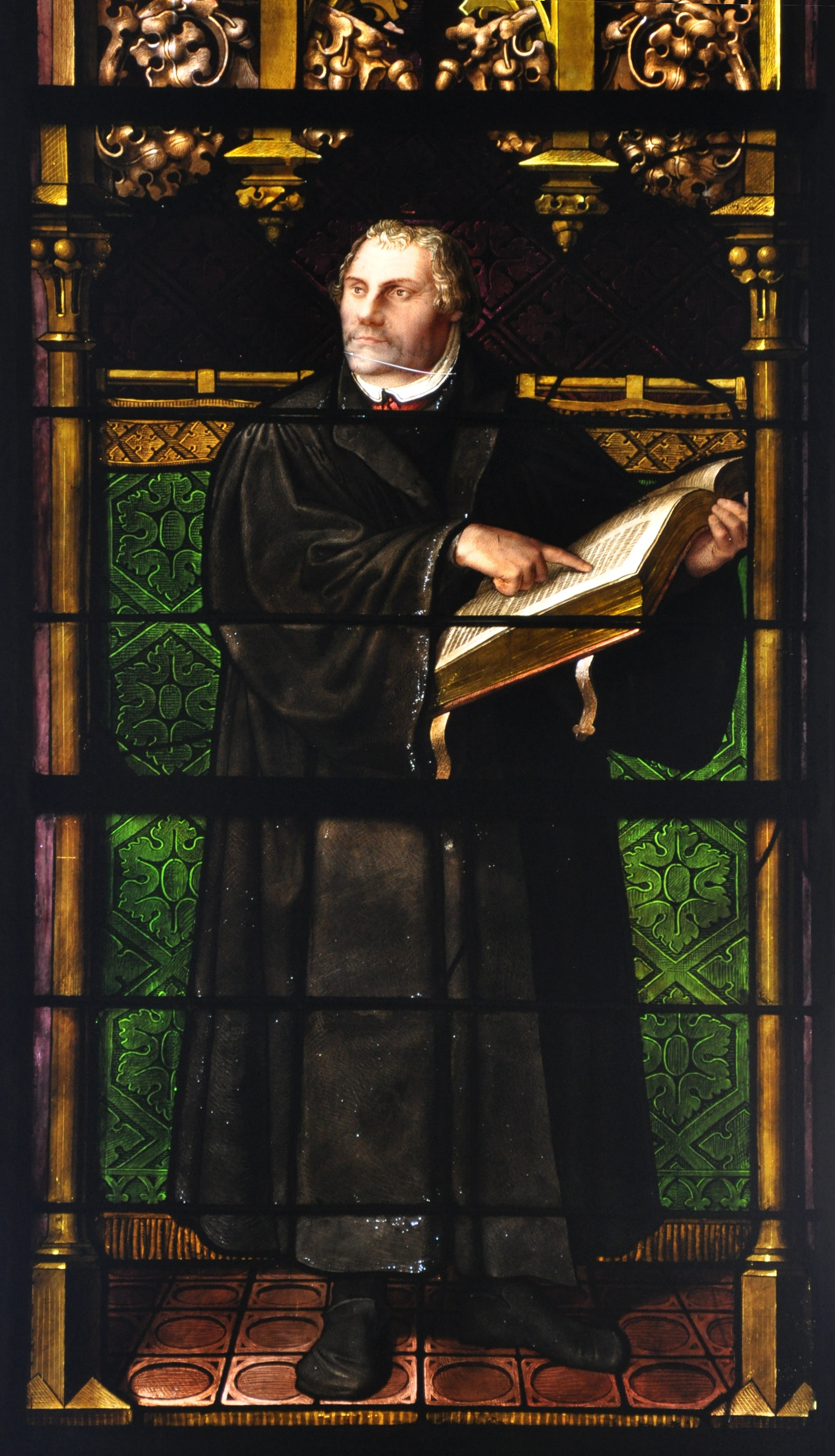
Martin Luther
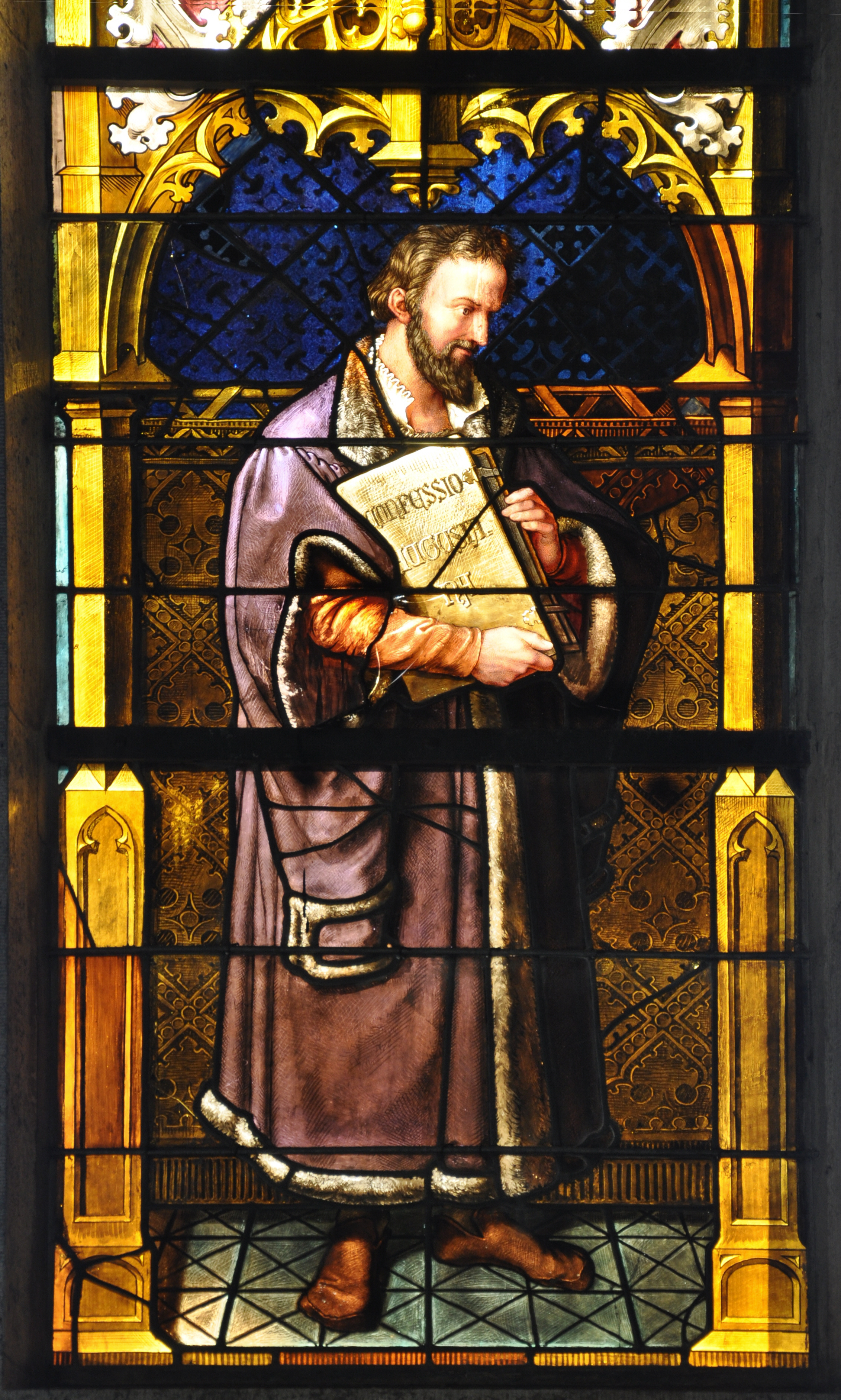
Philipp Melanchthon
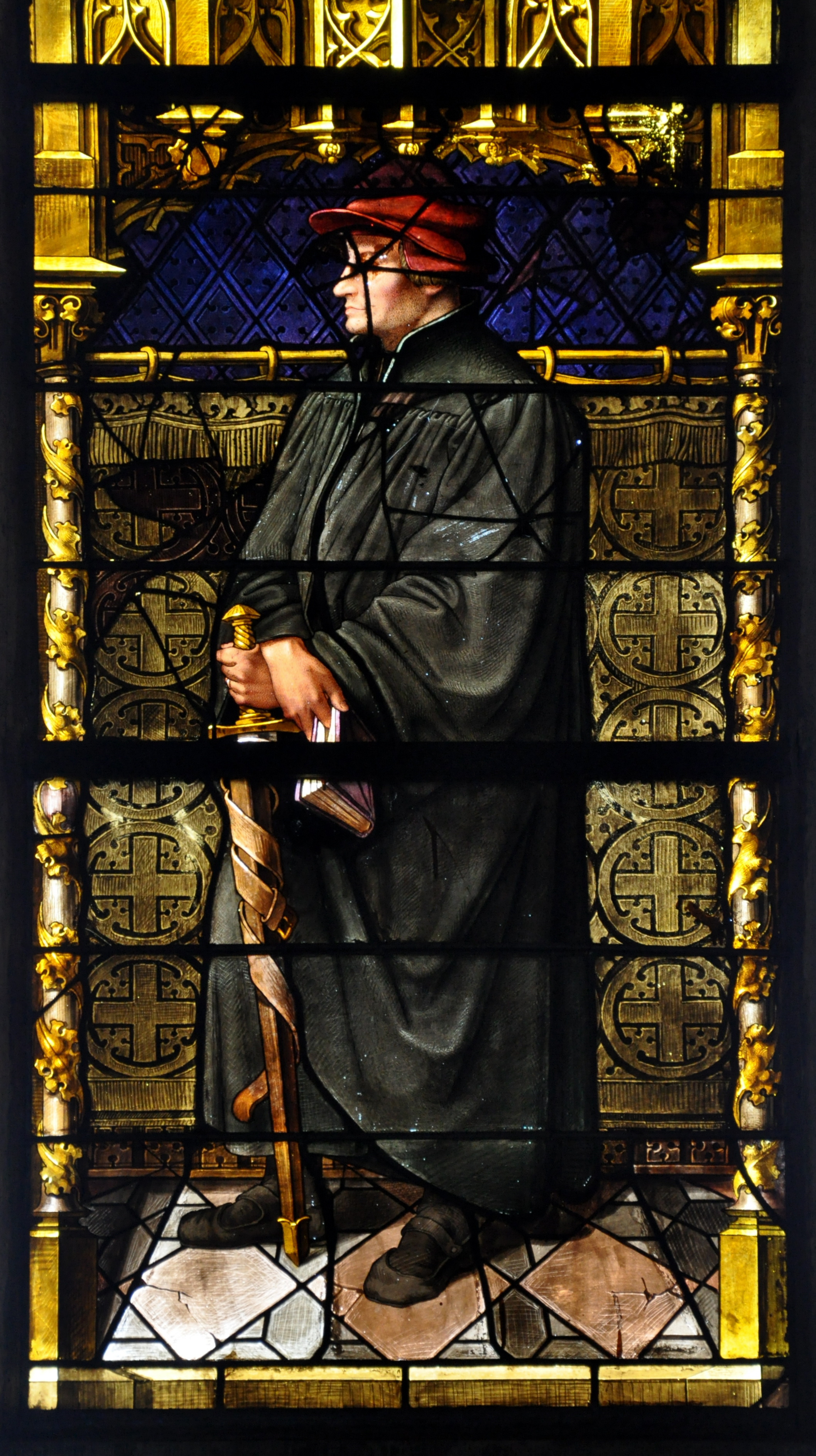
Huldrych Zwingli